# Írország az 1960. évi nyári olimpiai játékokon
Írország az olaszországi Rómában megrendezett 1960. évi nyári olimpiai játékok egyik részt vevő nemzete volt. Az országot az olimpián 8 sportágban 49 sportoló képviselte, akik érmet nem szereztek.

## Atlétika
Férfi
| Versenyző      | Versenyszám     | Előfutam | Előfutam | Negyeddöntő | Negyeddöntő | Elődöntő | Elődöntő | Döntő         | Döntő         |
| Versenyző      | Versenyszám     | Idő      | Hely.    | Idő         | Hely.       | Idő      | Hely.    | Idő           | Helyezés      |
| -------------- | --------------- | -------- | -------- | ----------- | ----------- | -------- | -------- | ------------- | ------------- |
| Patrick Lowry  | 100 m           | 10,9     | 6.       | kiesett     | kiesett     | kiesett  | kiesett  | kiesett       | kiesett       |
| Patrick Lowry  | 200 m           | 22,1     | 5.       | kiesett     | kiesett     | kiesett  | kiesett  | kiesett       | kiesett       |
| Ron Delany     | 800 m           | 1:51,0   | 3.       | 1:51,1      | 6.          | kiesett  | kiesett  | kiesett       | kiesett       |
| Michael Hoey   | 5000 m          | 15:00,0  | 10.      |             |             |          |          | kiesett       | kiesett       |
| Willie Dunne   | Maraton         |          |          |             |             |          |          | 2:33:08,0     | 42.           |
| Gerry McIntyre | Maraton         |          |          |             |             |          |          | 2:26:03,0     | 22.           |
| Bertie Messitt | Maraton         |          |          |             |             |          |          | nem ért célba | nem ért célba |
| Frank O'Reilly | 50 km gyaloglás |          |          |             |             |          |          | 4:54:40,0     | 20.           |

| Versenyző   | Versenyszám   | Selejtező | Selejtező | Döntő    | Döntő    |
| Versenyző   | Versenyszám   | Eredmény  | Helyezés  | Eredmény | Helyezés |
| ----------- | ------------- | --------- | --------- | -------- | -------- |
| John Lawlor | Kalapácsvetés | 62,10 m   | 7.        | 64,95 m  | 4.       |

Női
| Versenyző  | Versenyszám | Előfutam | Előfutam | Negyeddöntő | Negyeddöntő | Elődöntő | Elődöntő | Döntő   | Döntő    |
| Versenyző  | Versenyszám | Idő      | Hely.    | Idő         | Hely.       | Idő      | Hely.    | Idő     | Helyezés |
| ---------- | ----------- | -------- | -------- | ----------- | ----------- | -------- | -------- | ------- | -------- |
| Maeve Kyle | 100 m       | 12,5     | 5.       | kiesett     | kiesett     | kiesett  | kiesett  | kiesett | kiesett  |
| Maeve Kyle | 200 m       | 24,9     | 5.       |             | kiesett     | kiesett  | kiesett  | kiesett |          |

## Birkózás
Szabadfogású
| Versenyző     | Versenyszám | 1. forduló                         | 1. forduló | 1. forduló | 2. forduló                           | 2. forduló | 2. forduló | 3. forduló                       | 3. forduló | 3. forduló | 4. forduló        | 4. forduló | 4. forduló | 5. forduló        | 5. forduló | 5. forduló | 6. forduló        | 6. forduló | 6. forduló | Döntő             | Döntő   | Döntő   | Helyezés |
| Versenyző     | Versenyszám | Ellenfél Eredmény                  | Pont       | Hely.      | Ellenfél Eredmény                    | Pont       | Hely.      | Ellenfél Eredmény                | Pont       | Hely.      | Ellenfél Eredmény | Pont       | Hely.      | Ellenfél Eredmény | Pont       | Hely.      | Ellenfél Eredmény | Pont       | Hely.      | Ellenfél Eredmény | Pont    | Hely.   | Helyezés |
| ------------- | ----------- | ---------------------------------- | ---------- | ---------- | ------------------------------------ | ---------- | ---------- | -------------------------------- | ---------- | ---------- | ----------------- | ---------- | ---------- | ----------------- | ---------- | ---------- | ----------------- | ---------- | ---------- | ----------------- | ------- | ------- | -------- |
| Seán O'Connor | 52 kg       | Din Nawab (PAK) · kétvállas        | 4          | =12.       | Macubara Maszajuki (JPN) · kétvállas | 8          | =13.       | kiesett                          | kiesett    | kiesett    | kiesett           | kiesett    | kiesett    | kiesett           | kiesett    | kiesett    | kiesett           | kiesett    | kiesett    | kiesett           | kiesett | kiesett | 13.      |
| Dermot Dunne  | 57 kg       | Vittorio Mancini (SMR) · kétvállas | 0          | =1.        | Im Gwang-Jae (KOR) · kétvállas       | 4          | 12.        | Luigi Chinazzo (ITA) · kétvállas | 8          | =10.       | kiesett           | kiesett    | kiesett    | kiesett           | kiesett    | kiesett    |                   |            |            | kiesett           | kiesett | kiesett | 13.      |
| Joseph Feeney | 73 kg       | Udey Chand (IND) · 3-1             | 3          | =13.       | Musa Kazanov (BUL) · 3-1             | 6          | =17.       | kiesett                          | kiesett    | kiesett    | kiesett           | kiesett    | kiesett    | kiesett           | kiesett    | kiesett    |                   |            |            | kiesett           | kiesett | kiesett | 17.      |
| Gerry Martina | 87 kg       | Manie van Zyl (RSA) · kétvállas    | 4          | =17.       | visszalépett                         | 4          | 19.        | kiesett                          | kiesett    | kiesett    | kiesett           | kiesett    | kiesett    | kiesett           | kiesett    | kiesett    |                   |            |            | kiesett           | kiesett | kiesett | 19.      |

## Kerékpározás

### Országúti kerékpározás
| Versenyző      | Versenyszám   | Idő           | Helyezés      |
| -------------- | ------------- | ------------- | ------------- |
| Peter Crinnion | Mezőnyverseny | nem ért célba | nem ért célba |
| Sonny Cullen   | Mezőnyverseny | nem ért célba | nem ért célba |
| Séamus Herron  | Mezőnyverseny | nem ért célba | nem ért célba |

### Pálya-kerékpározás
Sprintverseny
| Versenyző      | Versenyszám  | 1. forduló                                                      | 1. forduló | Vigaszág selejtező           | Vigaszág selejtező | Vigaszág döntő         | Vigaszág döntő | Nyolcaddöntő           | Nyolcaddöntő | Vigaszág selejtező     | Vigaszág selejtező | Vigaszág döntő       | Vigaszág döntő | Negyeddöntő          | Elődöntő             | Döntő                | Helyezés    |
| Versenyző      | Versenyszám  | Ellenfelek Győztes idő                                          | Hely.      | Ellenfél Győztes idő         | Hely.              | Ellenfelek Győztes idő | Hely.          | Ellenfelek Győztes idő | Hely.        | Ellenfelek Győztes idő | Hely.              | Ellenfél Győztes idő | Hely.          | Ellenfél Győztes idő | Ellenfél Győztes idő | Ellenfél Győztes idő | Helyezés    |
| -------------- | ------------ | --------------------------------------------------------------- | ---------- | ---------------------------- | ------------------ | ---------------------- | -------------- | ---------------------- | ------------ | ---------------------- | ------------------ | -------------------- | -------------- | -------------------- | -------------------- | -------------------- | ----------- |
| Michael Horgan | Férfi egyéni | Borisz Vasziljev (URS) · Francisco Tortellá (ESP) · 11,8        | 3.         | Imants Bodnieks (URS) · 11,7 | 2.                 | kiesett                | kiesett        | kiesett                | kiesett      | kiesett                | kiesett            | kiesett              | kiesett        | kiesett              | kiesett              | kiesett              | helyezetlen |
| Martin McKay   | Férfi egyéni | Valentino Gasparella (ITA) · José María Errandonea (ESP) · 11,7 | 3.         | Cenobio Ruiz (MEX) · 12,4    | 2.                 | kiesett                | kiesett        | kiesett                | kiesett      | kiesett                | kiesett            | kiesett              | kiesett        | kiesett              | kiesett              | kiesett              | helyezetlen |

Időfutam
| Versenyző      | Versenyszám  | Idő     | Helyezés |
| -------------- | ------------ | ------- | -------- |
| Michael Horgan | Férfi egyéni | 1:17,18 | 24.      |

## Lovaglás
Díjugratás
| Versenyző                                | Ló                                       | Versenyszám | 1. forduló    | 1. forduló    | 2. forduló    | 2. forduló    | Összesen    | Összesen    |
| Versenyző                                | Ló                                       | Versenyszám | Pont          | Hely.         | Pont          | Hely.         | Pont        | Helyezés    |
| ---------------------------------------- | ---------------------------------------- | ----------- | ------------- | ------------- | ------------- | ------------- | ----------- | ----------- |
| Sean Daly                                | Loch Garman                              | Egyéni      | 40,25         | 40.           | nem ért célba | nem ért célba | helyezetlen | helyezetlen |
| Éamon O'Donohoe                          | Cluain Meala                             | Egyéni      | 20,00         | =19.          | nem ért célba | nem ért célba | helyezetlen | helyezetlen |
| Billy Ringrose                           | Loch an Easpaig                          | Egyéni      | 41,00         | 41.           | nem ért célba | nem ért célba | helyezetlen | helyezetlen |
| Sean Daly Éamon O'Donohoe Billy Ringrose | Loch Garman Cluain Meala Loch an Easpaig | Csapat      | nem ért célba | nem ért célba | kiesett       | kiesett       | helyezetlen | helyezetlen |

Lovastusa
| Versenyző                                                          | Ló                                       | Versenyszám | Díjlovaglás | Díjlovaglás | Tereplovaglás | Tereplovaglás | Díjugratás    | Díjugratás    | Végeredmény | Végeredmény |
| Versenyző                                                          | Ló                                       | Versenyszám | Bünt.       | Hely.       | Bünt.         | Hely.         | Bünt.         | Hely.         | Bünt.       | Helyezés    |
| ------------------------------------------------------------------ | ---------------------------------------- | ----------- | ----------- | ----------- | ------------- | ------------- | ------------- | ------------- | ----------- | ----------- |
| Anthony Cameron                                                    | Sonnet                                   | Egyéni      | -136,00     | 43.         | -94,80        | 30.           | -20,75        | 25.           | -251,55     | 27.         |
| Harry Freeman-Jackson                                              | St. Finbarr                              | Egyéni      | -140,01     | 48.         | 75,60         | 5.            | nem ért célba | nem ért célba | kiesett     | kiesett     |
| Eddie Harty                                                        | Harlequin                                | Egyéni      | -151,50     | 58.         | 39,20         | 11.           | 0,00          | =1.           | -112,30     | 9.          |
| Ian Hume-Dudgeon                                                   | Corrigneagh                              | Egyéni      | -140,50     | =49.        | -166,40       | 35.           | -3,25         | =11.          | -310,15     | 30.         |
| Anthony Cameron Harry Freeman-Jackson Eddie Harty Ian Hume-Dudgeon | Sonnet St. Finbarr Harlequin Corrigneagh | Csapat      | -416,51     | 15.         | 20,00         | 3.            | -24,00        | 4.            | -674,00     | 6.          |

## Ökölvívás
| Versenyző     | Versenyszám   | Selejtező         | 32-es főtábla                    | Nyolcaddöntő                | Negyeddöntő       | Elődöntő          | Döntő             | Helyezés |
| Versenyző     | Versenyszám   | Ellenfél Eredmény | Ellenfél Eredmény                | Ellenfél Eredmény           | Ellenfél Eredmény | Ellenfél Eredmény | Ellenfél Eredmény | Helyezés |
| ------------- | ------------- | ----------------- | -------------------------------- | --------------------------- | ----------------- | ----------------- | ----------------- | -------- |
| Adam McLean   | Légsúly       | erőnyerő          | Karimu Young (NGR) · 2-3         | kiesett                     | kiesett           | kiesett           | kiesett           | 17.      |
| Patrick Kenny | Harmatsúly    | erőnyerő          | Emile Anner (SUI) · 5-0          | Jerry Armstrong (USA) · 2-3 | kiesett           | kiesett           | kiesett           | 9.       |
| Andrew Reddy  | Pehelysúly    |                   | André Iuncker (FRA) · 3-2        | Abe Bekker (RHO) · 0-5      | kiesett           | kiesett           | kiesett           | 9.       |
| Danny O'Brien | Könnyűsúly    | erőnyerő          | Esteban Aguilera (CUB) · 5-0     | Sandro Lopopolo (ITA) · 0-5 | kiesett           | kiesett           | kiesett           | 9.       |
| Bernie Meli   | Kisváltósúly  | erőnyerő          | Dimitrios Mikhail (GRE) · 5-0    | Bohumil Němeček (TCH) · 0-5 | kiesett           | kiesett           | kiesett           | 9.       |
| Henry Perry   | Váltósúly     | erőnyerő          | Kim Ki-soo (KOR) · 2-3           | kiesett                     | kiesett           | kiesett           | kiesett           | 17.      |
| Michael Reid  | Nagyváltósúly |                   | Hélio Crescêncio (BRA) · 4-1     | Henryk Dampc (POL) · 0-5    | kiesett           | kiesett           | kiesett           | 9.       |
| Eamonn McKeon | Középsúly     |                   | Mohamed Ben Gandoubi (TUN) · 5-0 | Frik van Rooyen (RSA) · 0-5 | kiesett           | kiesett           | kiesett           | 9.       |
| Colm McCoy    | Félnehézsúly  |                   | Matti Aho (FIN) · 1-4            | kiesett                     | kiesett           | kiesett           | kiesett           | 17.      |
| Joe Casey     | Nehézsúly     |                   | Obrad Sretenović (YUG) · 0-5     | kiesett                     | kiesett           | kiesett           | kiesett           | 17.      |

## Súlyemelés
| Versenyző     | Versenyszám | Nyomás   | Nyomás   | Szakítás | Szakítás | Lökés    | Lökés    | Összesen | Helyezés |
| Versenyző     | Versenyszám | Eredmény | Helyezés | Eredmény | Helyezés | Eredmény | Helyezés | Összesen | Helyezés |
| ------------- | ----------- | -------- | -------- | -------- | -------- | -------- | -------- | -------- | -------- |
| Sammy Dalzell | 56 kg       | 80,0     | =24.     | 82,5     | =22.     | 107,5    | 23.      | 270,0    | 22.      |
| Thomas Hayden | 67,5 kg     | 95,0     | 26.      | 95,0     | 24.      | 117,5    | 25.      | 307,5    | 22.      |

## Vitorlázás
Nyílt
| Versenyző                             | Versenyszám     | Futam | Futam | Futam | Futam | Futam | Futam | Futam | Pontszám | Helyezés |
| Versenyző                             | Versenyszám     | 1     | 2     | 3     | 4     | 5     | 6     | 7     | Pontszám | Helyezés |
| ------------------------------------- | --------------- | ----- | ----- | ----- | ----- | ----- | ----- | ----- | -------- | -------- |
| John Somers Payne                     | Finn dingi      | (230) | 390   | 499   | 531   | 1043  | 265   | 441   | 3169     | 18.      |
| Peter Gray Johnny Hooper              | Repülő hollandi | 551   | (314) | 551   | 1592  | 362   | 689   | 513   | 4258     | 10.      |
| Robin Benson Jimmy Mooney David Ryder | Sárkányhajó     | 491   | (277) | 833   | 578   | 418   | 687   | 629   | 3636     | 12.      |

## Vívás
Férfi
| Versenyző                                                        | Versenyszám       | Csoportkör | Csoportkör | Csoportkör        | Csoportkör | Csoportkör        | Csoportkör  | Csoportkör        | Csoportkör | Csoportkör        | Csoportkör | Helyezés    |
| Versenyző                                                        | Versenyszám       | 1. kör | 1. kör     | 2. kör            | 2. kör     | Negyeddöntő       | Negyeddöntő | Elődöntő          | Elődöntő   | Döntő             | Döntő      | Helyezés    |
| Versenyző                                                        | Versenyszám       | Ellenfél Eredmény | Hely.      | Ellenfél Eredmény | Hely.      | Ellenfél Eredmény | Hely.       | Ellenfél Eredmény | Hely.      | Ellenfél Eredmény | Hely.      | Helyezés    |
| ---------------------------------------------------------------- | ----------------- | --- | ---------- | ----------------- | ---------- | ----------------- | ----------- | ----------------- | ---------- | ----------------- | ---------- | ----------- |
| Brian Hamilton                                                   | Tőr, egyéni       | 12. csoport · Mohamed Ben Joullon (MAR) · 5-4 · Alberto Pellegrino (ITA) · 2-5 · Ion Drîmbă (ROU) · 1-5 · André Verhalle (BEL) · 1-5 · Carl Schwende (CAN) · nem vívtak · Emilio Echeverry (COL) · nem vívtak | 5.         | kiesett           | kiesett    | kiesett           | kiesett     | kiesett           | kiesett    | kiesett           | kiesett    | helyezetlen |
| Harry Thuillier                                                  | Tőr, egyéni       | 5. csoport · Jean Khayat (TUN) · 5-1 · Jesús Gruber (VEN) · 2-5 · Jürgen Brecht (EUA) · 2-5 · Mario Curletto (ITA) · 2-5 · Édouard Didier (LUX) · 1-5 · Asen Dyakovski (BUL) · 1-5                            | 6.         | kiesett           | kiesett    | kiesett           | kiesett     | kiesett           | kiesett    | kiesett           | kiesett    | helyezetlen |
| Christopher Bland                                                | Párbajtőr, egyéni | 6. csoport · Jules Amez-Droz (SUI) · 5-3 · Bruno Habārovs (URS) · 1-5 · Janusz Kurczab (POL) · 5-6 · Robert Schiel (LUX) · 3-5 · Abbes Harchi (MAR) · 4-5 · John Simpson (AUS) · nem vívtak                   | 6.         | kiesett           | kiesett    | kiesett           | kiesett     | kiesett           | kiesett    | kiesett           | kiesett    | helyezetlen |
| George Carpenter                                                 | Párbajtőr, egyéni | 3. csoport · David Micahnik (USA) · 5-2 · Claudio Polledri (SUI) · 5-4 · Abderrahman Sebti (MAR) · 5-2 · Tabucsi Kazuhiko (JPN) · 4-5 · Alberto Pellegrino (ITA) · 0-5 · Raúl Martínez (ARG) · 1-5            | 5.         | kiesett           | kiesett    | kiesett           | kiesett     | kiesett           | kiesett    | kiesett           | kiesett    | helyezetlen |
| Thomas Kearney                                                   | Párbajtőr, egyéni | 12. csoport · Keith Hackshall (AUS) · 5-4 · Armand Mouyal (FRA) · 1-5 · Gábor Tamás (HUN) · 3-5 · Göran Abrahamsson (SWE) · 3-5 · Antonio Almada (MEX) · 1-5 · René Van Den Driessche (BEL) · 4-5             | 7.         | kiesett           | kiesett    | kiesett           | kiesett     | kiesett           | kiesett    | kiesett           | kiesett    | helyezetlen |
| Christopher Bland George Carpenter Brian Hamilton Thomas Kearney | Párbajtőr, csapat | 4. csoport · Franciaország (FRA) · 4-12 · Finnország (FIN) · 4-12 | 3.         | kiesett           |            | kiesett           |             | kiesett           |            | kiesett           |            | helyezetlen |

Női
| Versenyző         | Versenyszám | Csoportkör | Csoportkör | Csoportkör        | Csoportkör  | Csoportkör        | Csoportkör | Csoportkör        | Csoportkör | Helyezés    |
| Versenyző         | Versenyszám | 1. kör | 1. kör     | Negyeddöntő       | Negyeddöntő | Elődöntő          | Elődöntő   | Döntő             | Döntő      | Helyezés    |
| Versenyző         | Versenyszám | Ellenfél Eredmény | Hely.      | Ellenfél Eredmény | Hely.       | Ellenfél Eredmény | Hely.      | Ellenfél Eredmény | Hely.      | Helyezés    |
| ----------------- | ----------- | --- | ---------- | ----------------- | ----------- | ----------------- | ---------- | ----------------- | ---------- | ----------- |
| Shirley Armstrong | Tőr, egyéni | 5. csoport · Pilar Tosat (ESP) · 4-1 · Valentyina Rasztvorova (URS) · 1-4 · Ecaterina Orb-Lazăr (ROU) · 0-4 · Pilar Roldán (MEX) · 0-4 · Evelyn Terhune (USA) · 1-4 | 5.         | kiesett           | kiesett     | kiesett           | kiesett    | kiesett           | kiesett    | helyezetlen |